# تأسل رجعي
التأسل أو ارتداد وراثي أو تأصيل هو الرجعية التطورية، مثل ظهور صفات على متعضية مرة أخرى بعد أن انحسرت منذ أجيال. يقع التأسل لأن مورثات الخصائص الظاهرية التي وجدت في السابق ما زالت محفوظة في الشيفرة الوراثية (DNA)، وإن كانت تلك المورثات لا يعبَّر عنها ظاهريًا في أغلب المتعضيات التي تحوزها. من أمثلة ذلك ظهور الأرجل الخلفية في الثعابين أو الحيتان، وأصابع الأقدام الزائدة لدى الحافريات والتي لا تصل إلى الأرض أصلًا، ووجود أسنان للدجاج، وعودة التكاثر الجنسي في ينم وCrotoniidae بعد اختفائه، وظهور ذيل للإنسان، وظهور حلمات زائدة، وتضخم الأنياب.

## ذيل الإنسان
يولد بعض الأطفال بقطعة لحمية تشبه الذيل، وهو ما اتخذ لسنواتٍ طويلة كإشارة تطورية ناتجة عن أسلاف للبشر كان لهم ذيول، وعاد ظهورها عند البشر. وسُميت هذه الظاهرة بالتأسل. ففي مجال التطور هنالك ما يُسمى التأسل atavism، وهو ظهور صفات على متعضية مرة أخرى بعد أن انحسرت منذ أجيال في أسلافه. ومنها ما يسمى بالذيل البشري.

### أقوال علماء التطور عن الذيل
ذكر داروين في كتابه أصل الإنسان: «أصبح من المعروف في بعض الحالات الندرة والشاذة... تشكل رديم ذيلي عند الإنسان». وقال الدكتور الفيزيائي كارل جيربسون Karl W. Giberson في مناظرة شهيرة له مع ستيفن ماير Stephen Meyer أن الزوائد الذيلية التي تظهر في حالات نادرة وشاذة هي: «مطابقة لشكل ووظيفة الذيول تمامًا». رغم أنَّ الصورة - التي عرضها جبرسون خلال نقاشه لطفل له ذيل اتضح فيما بعد أنَّها معدلة ببرنامج الفوتوشوب.

### التشوه ليس ذيلًا
كثيرًا ما تسبب تلك الزوائد مشاكل في العمود الفقري، فتسبب خللًا في حركته. ومنه حالة تُعرف بـ tethered cervical cord.
ولذلك صنف العلماء الذيول إلى ذيول حقيقية، وذيول كاذبة. لغاية التمييز جراحيًا عند إزالتها، يُعرف الذيل المزيف بأنه الذيل الذي يرتبط مع تشوهات في العمود الفقري، بينما الذيل الحقيقي فهو زوائد تحوي خلايا عضلية (لا يستطيع الإنسان التحكم بالذيل) وأنسجة ضامة ودهنية (وطبعًا أوعية دموية وأعصاب)، لكنها لا تحتوي على عظام وغضاريف وامتداد للحبل الشوكي كما الذيل الحقيقي للحيوانات. وتصف بعض الأوراق العلمية الذيول الحقيقية بأنها مجرد زوائد جلدية. أو مجرد زوائد. ذكرت مجلة جراحة الأعصاب العالمية Journal of Neurosurgery في إحدى ورقاتها البحثية حول هذه الذيول:«حتى هذه التي تُسمى بـ ’ذيول‘ لا تشبه أي شيء في ذيول الثدييات. ويرجع ذلك لسبب بسيط وهو أن ما يُسمى ’ذيولًا حقيقية‘ عند البشر: تفتقر تمامًا لفقرات عظمية – أو حتى أي نوع من العظام. وكذلك الغضاريف. والحبل الظهري أو الحبل الشوكي». نصت ورقة بحثية عام 2013 في علم أعصاب الطفل على أن هذه الذيول التي يسمونها بـ (الحقيقية) هي: بدون عظام True tails are boneless وتفتقر لجزء الحبل الشوكي والعظام والغضاريف. والحركة التي قد تصدر عنها فهي حركة تلقائية لا إرادية 
ذكرت مجلة متخصصة في جراحة الأطفال Journal of Pediatric Surgery أن ذلك الذيل (الأثاري) vestigial tail لا يحتوي على عظام ولا غضاريف ولا حبل شوكي !!. وذكرت المجلة الطبية نيو إنجلاند New England Journal of Medicine: «عندما فُحصت هذه الزوائد الذيلية، اتضح أن هناك اختلافات كبيرة في الشكل بين تلك الزوائد الذيلية وبين ذيول الفقاريات الأخرى» و «لا توجد أي سابقة حيوانية لذيل فقاري من دون الفقرات الذيلية».

### مكان ظهور الزوائد متنوع
قد تخرج تلك الزيادات من مناطق أخرى غير أن الزيادات الوحيدة التي ممكن أن يكون فيها عظام: هي التي يسمونها بـ (الذيول الزائفة) pseudo tails !! ولكنها قد تظهر في اماكن أخرى غير نهاية العمود الفقري أو أسفل الظهر.

### ذيل الجنين
يظهر للجنين البشري أثناء نموه بروز يخرج من أسفل ظهره في الأسبوع الرابع، يُسمى caudal eminence أو اسمه الشائع برعم ذيلي. لذا يُشيع البعض أنَّ للجنين البشري ذيلًا، وأنَّه ذيل فعلي، لكنه يختفي أثناء تكون الجنين. لكن حسب الدراسات العلمية فذلك النتوء ليس ذيلًا، ولا الغاية منه تكوين ذيل، إنما يكوِّن هذا البرعم تراكيب هامة للجنين في الجهاز العصبي والعظمي، وقد ذكر العلماء أنَّه لا يشكل ولا حتى ذيلاً مؤقتًا.

### عظم الذيل
يُستخدم عادةً لفظ «عظم الذيل» لوصف عظام في جسم الإنسان. مما يجعل بعض الناس يعتقدون بوجود عظام لذيلٍ بالفعل في جسد الإنسان. لكن عظم الذيل هذا ما هو إلا عظام العصعص في نهاية العمود الفقري، وقد كان يُعتقد بأنَّها بلا فائدة، إنما بقايا تطورية، لذلك سميت بهذا الاسم. ثم عُرفت وظيفتها وأدوارها.
ومن أدواره:
- يقوم عظم العصعص بدورٍ هام بربطه عددًا من العضلات والأربطة والأوتار مما يجعل الأطباء يترددون كثيرًا في حال اضطروا لاستئصاله، [18]

- بنية داعمة لحمل وزن الجسم عند جلوس الإنسان وبالأخص عند ميله إلى الخلف، حيث يتلقى العصعص الجزء الأهم من الوزن.[18]
- يدعم العصعص من جهته الداخلية اتصال عدد من العضلات المهمة للعديد من الوظائف في أسفل الحوض فعضلات العصعص تؤدي دورًا مهمًا في إخراج البراز. كما يدعم تثبيت الشرج في مكانه، أما من جهته الخلفية فيدعم العضلة الألوية الكبرى التي تمد الفخذ إلى الأمام عند المشي.[18] وتتصل الكثير من الأربطة بالعصعص.[18]